# Pires (futebolista)
José Sebastião Pires Neto, conhecido como Pires (Sorocaba, 23 de fevereiro de 1956) é um ex-jogador de futebol brasileiro.

Começou a carreira defendendo o São Bento, da sua cidade natal. Em 1976, transferiu-se para o Palmeiras, conquistando o título estadual daquele ano.
Transferiu-se para o America em 1981 e dois anos mais tarde foi para o Vasco da Gama. Usando a camisa cruzmaltina, foi premiado com a Bola de Prata da revista Placar ao fim do Campeonato Brasileiro de 1984
Deveria ter recebido a premiação também no ano anterior, quando esteve no America, mas acabou prejudicado pelo regulamento, que previa acréscimo nas notas dos jogadores dos times finalistas.
Pelo Vasco, Pires teve seu nome lembrado na Seleção Brasileira e viveu uma grande fase. Foram apenas duas participações pelo escrete em 1984 com um empate e uma derrota.
Os números foram publicados pelo livro “Seleção Brasileira 90 anos”, dos autores Antonio Carlos Napoleão e Roberto Assaf.
Ganhador da “Bola de Prata” da revista Placar em 1984, Pires fraturou a tíbia e o perônio ao disputar uma bola com o paraguaio Romerito. O clássico contra o Fluminense, disputado em 3 de setembro de 1984, terminou empatado em 0x0. Nunca mais reeditaria as boas atuações no time Cruzmaltino e acabou cedido ao Esporte Clube Bahia e depois fez carreira em Portugal.

## Seleção Brasileira
Convocado por Edu para a Seleção Brasileira, atuou na derrota por 2–0 para a Inglaterra, em 1984.

## Títulos
Palmeiras
- Campeonato Paulista: 1976

### Prêmios individuais
- Bola de Prata da Revista Placar: 1979, 1984